# 2016年3月9日日食
2016年3月9日日食是一次日全食，發生於2016年3月9日（西半球為3月8日）。新月當天（即朔日），地球上觀測到月球和太阳的角距離極小，此時月球如果恰好在月球交點附近，穿過太阳和地球之間，與地球、太阳接近一直線，則會出現日食。月球本影接觸地表而使該區域完全得不到陽光，就會形成日全食，同時在本影兩側數千公里的半影範圍內遮擋部分陽光，形成日偏食。此次日全食經過了印度尼西亚和密克罗尼西亚联邦兩國的部分島嶼，日偏食則覆蓋了亚洲東南部、大洋洲大部和北美洲西北部地區。

## 日食概況

### 出現區域
本次日食開始時，月球本影在印尼以西、斯里蘭卡東南東經九十度洋脊附近的印度洋面最先接觸地表，當地在3月9日日出時最先看到日全食。然後本影向東橫穿印尼，進入太平洋，逐漸轉向東北移動，覆蓋了密克罗尼西亚联邦的三個環礁後，在納莫努伊托環礁西北約190公里的洋面達到最大食分。此後本影不再經過任何陸地，跨過北太平洋，途中美国本土外小岛屿威克島和西北夏威夷群島中的珀爾和赫米斯環礁距全食帶最近處分別只有約20公里和6公里，能看到食分接近1的日偏食。本影跨過國際日期變更線後在夏威夷群島東北約1700公里的洋面離開地表，結束於3月8日日落時分。陸地上看到的日全食均在3月9日。
和2015年3月20日的上一次日全食一樣，本次月球本影經過的陸地也全都是島嶼，依次包括：
- 印度尼西亞：蘇門答臘的西蘇門答臘省南端（還覆蓋了明打威群島南部）、明古魯省北部、占碑省南部、南蘇門答臘省中北部，邦加-勿里洞省中南部，加里曼丹的西加里曼丹省南部、中加里曼丹省中南部、南加里曼丹省北部、東加里曼丹省南部，蘇拉威西的西蘇拉威西省北部、中蘇拉威西省中南部（還覆蓋了托吉安群島除北端外的絕大部分和邦蓋群島北部），摩鹿加群岛的北马鲁古省中部，西巴布亞省伊吉島（Igi）和法尼島（Fani）；
- 密克羅尼西亞聯邦：歐里皮克環礁、沃萊艾環礁、伊法利克環礁。[3][4]

除了狹窄的全食帶內能看見日全食之外，月球半影覆蓋範圍內都能看到日偏食，包括南亚中東部、中国大陆的西北地區東南角、西南地區、中南地区、華北南部、華東、東北地區東南部邊境的較小區域、澳門、香港、臺灣、朝鲜半岛、日本、整個东南亚、澳大利亚除東南部外的大部分、俄罗斯太平洋沿海、美国阿拉斯加州大部、加拿大西部邊境及太平洋中北部諸島。其中大部分位於國際日期變更線以西，在3月9日看到日食，剩下的部分在3月8日看到日食。

### 基本參數
- 類型：日全食
- 食甚中心處（位於密克罗尼西亚联邦納莫努伊托環礁西北約190公里的西太平洋）資料：
  - 時間：2016年3月9日1:57:11.5
  - 地點：10°7.3′N 148°47.6′E / 10.1217°N 148.7933°E
  - 食分：1.0450（全食帶內最大）
  - 本影寬度：155.1公里
  - 日全食持續時間：4分9.5秒
- 全食最長處資料：
  - 時間：2016年3月9日1:56:52
  - 地點：10°4′N 148°42′E / 10.067°N 148.700°E
  - 本影寬度：155.1公里
  - 日全食持續時間：4分9.5秒（全食帶內最長）[6]

## 相關事件

### 静居日（新年）
日食當天恰好是印尼民族之一峇里人所信奉的巴厘島印度教的新年静居日。當地的習俗是從當天早晨開始自省，直至次日早晨，在此期間不生火，不工作，不娛樂，不出行，某些地區還有不說話、不飲食的要求。

### 發行郵票
印尼在2016年2月23日發行了日全食紀念郵票，展現了印度教中掌管冥界和時間的天神巴塔拉卡拉吞噬太阳的畫面。當地教徒認為這一天神製造了日月食。此外，日食當天恰好是峇里印度教的新年静居日，該節日也與這一天神有關。

## 地圖

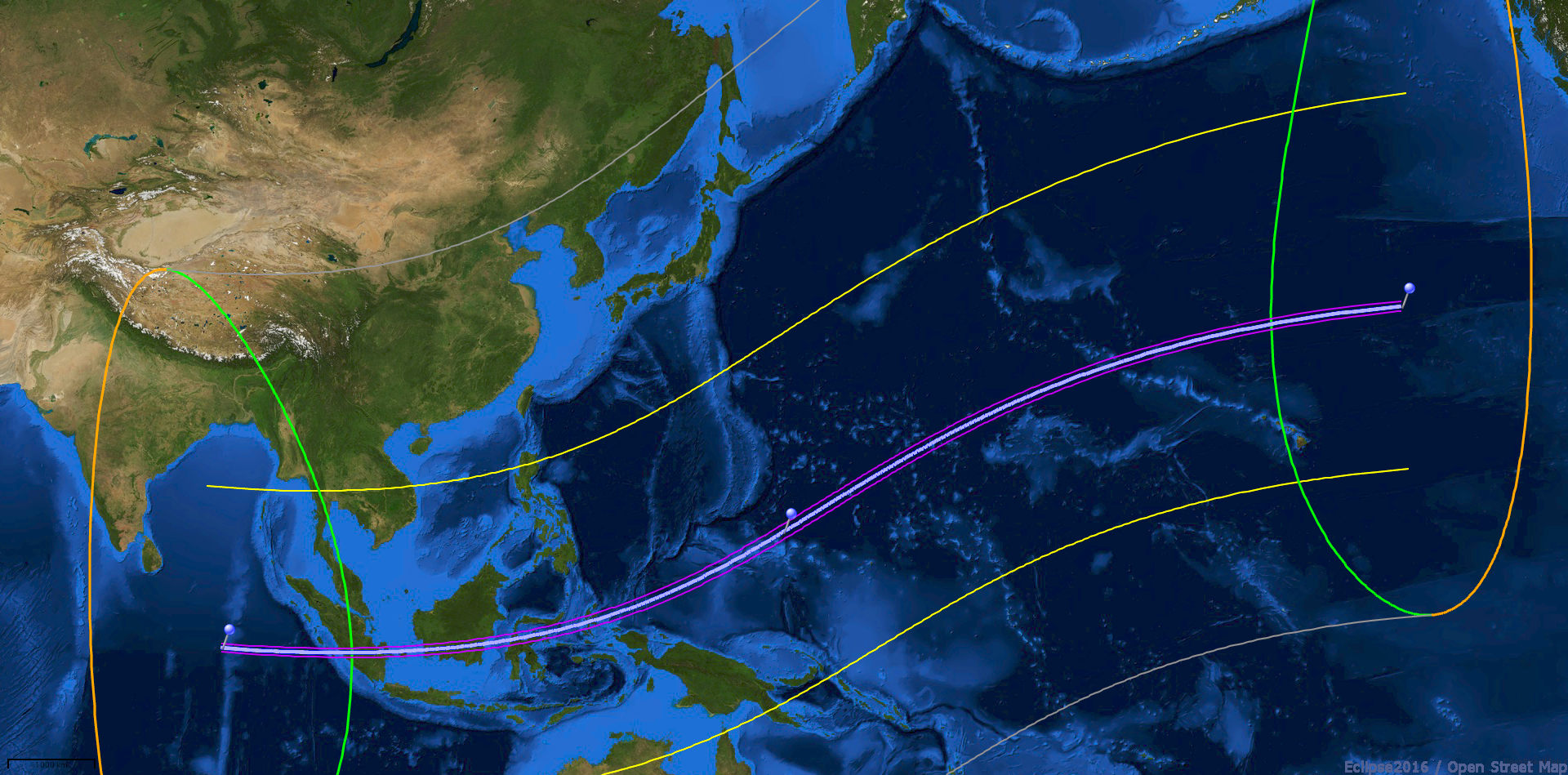
此次日全食在地球的路徑圖

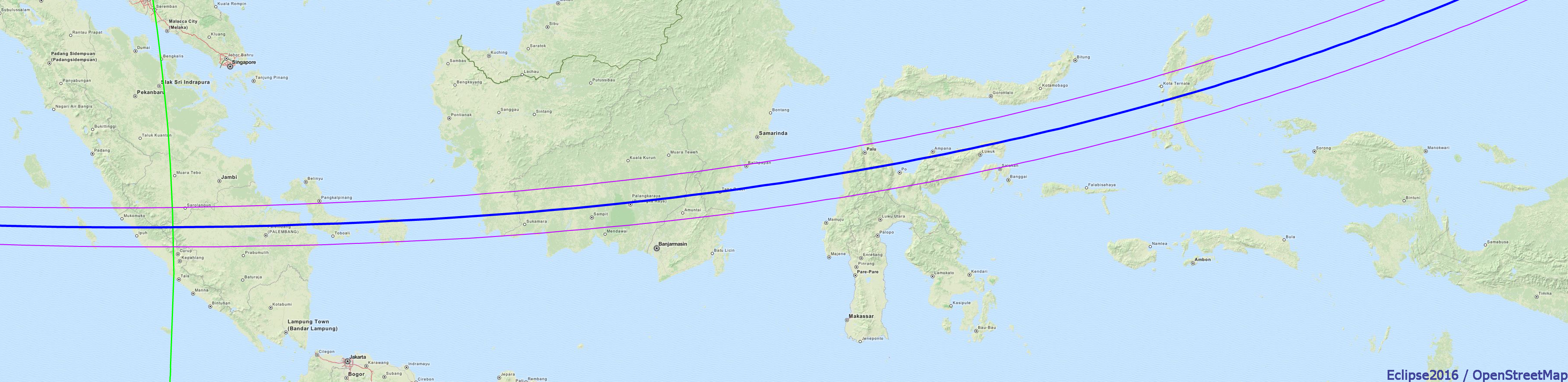
此次日全食在印尼的路徑圖

## 圖片

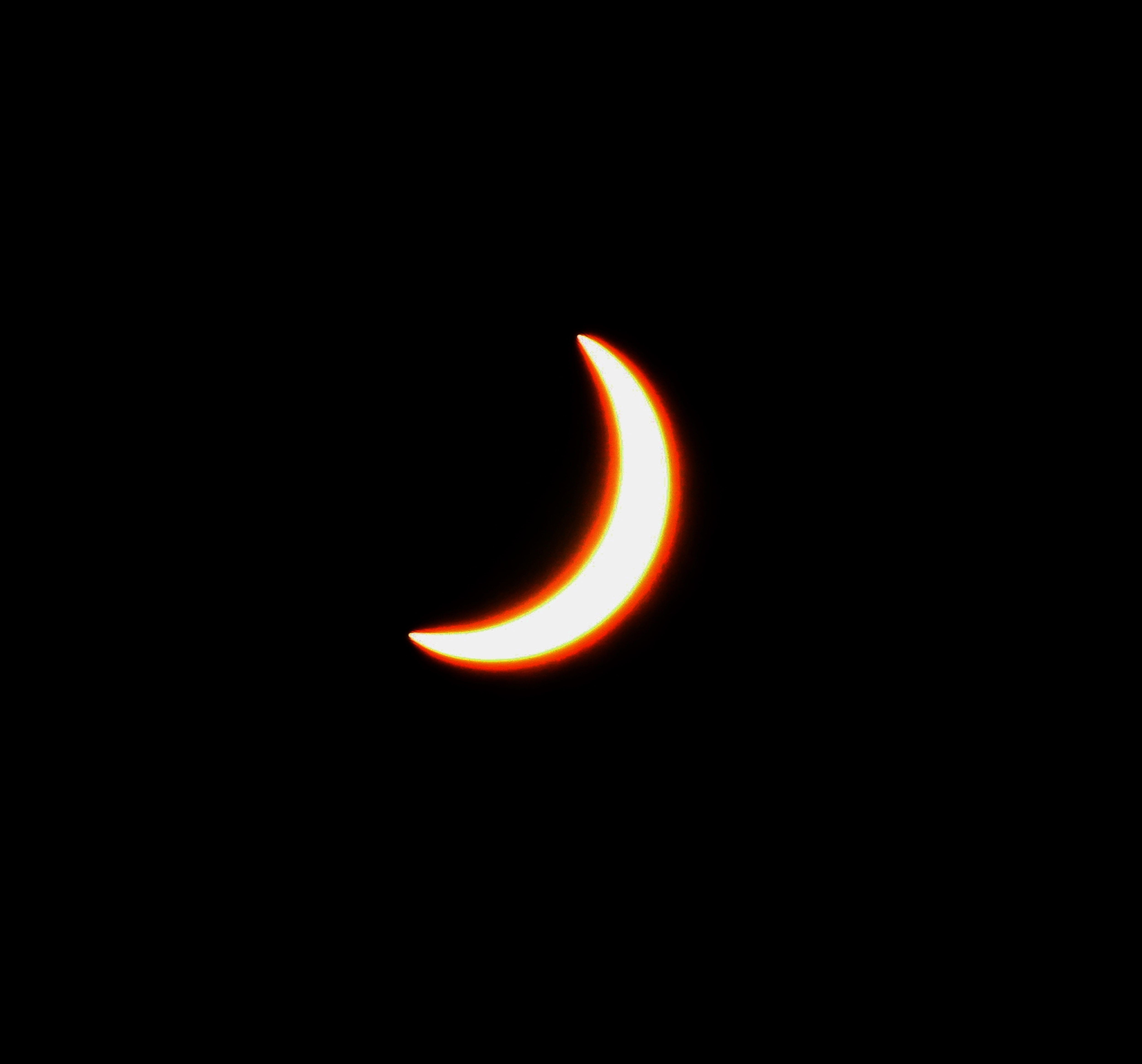
印尼雅加達，0:23 UTC
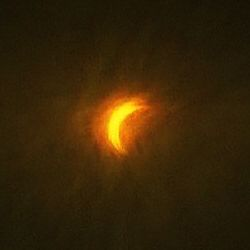
新加坡南洋理工大學，0:23 UTC
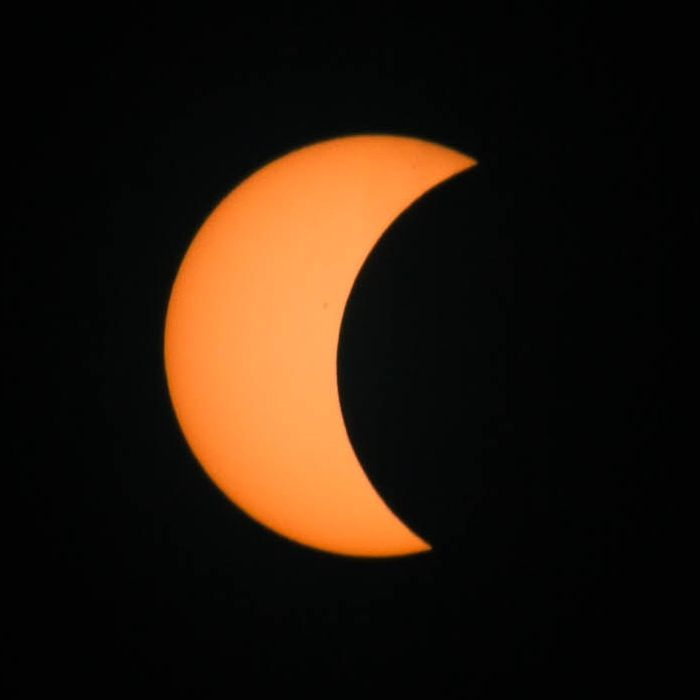
越南胡志明市，0:26 UTC
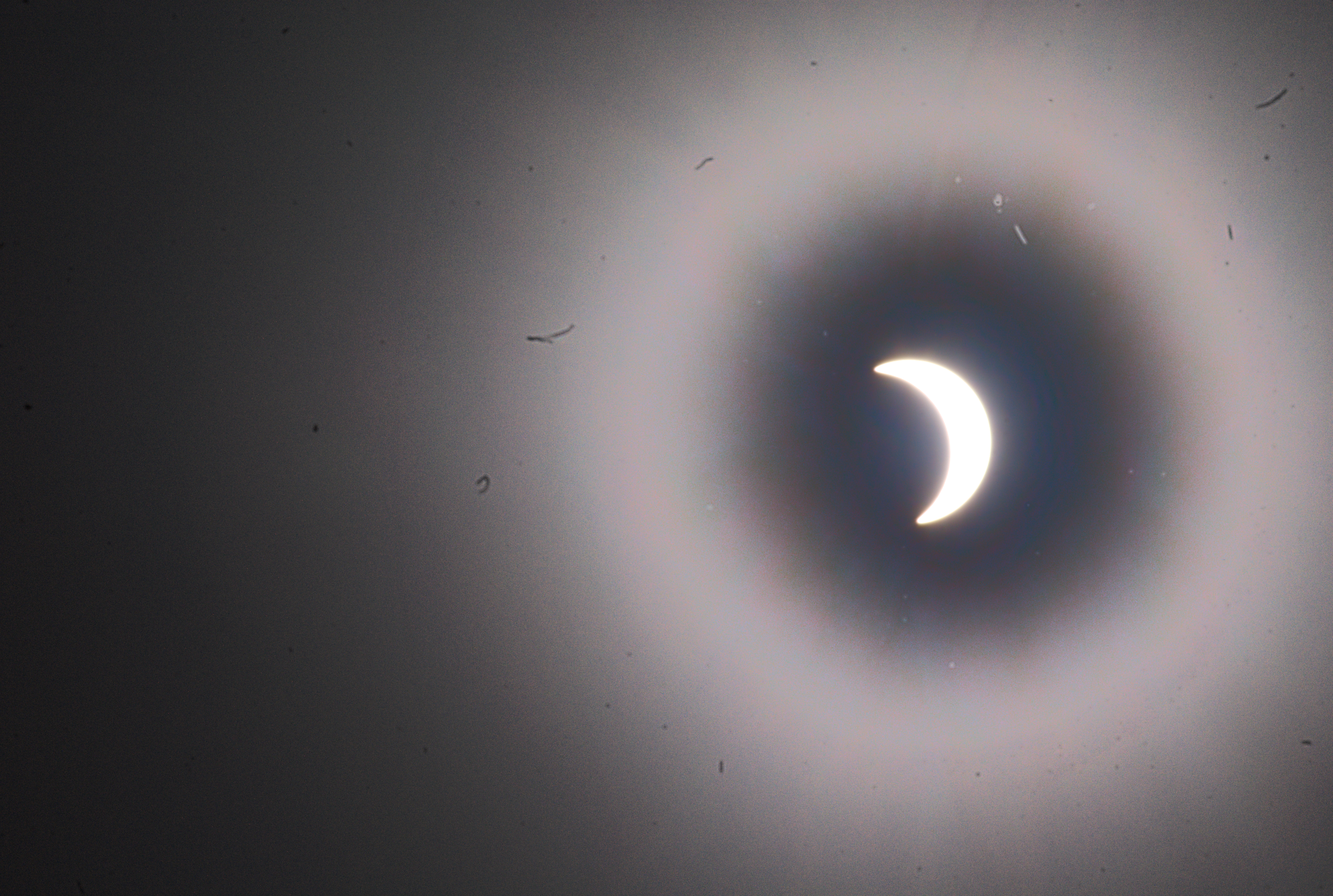
印尼棟普（英语：Dompu），0:38 UTC
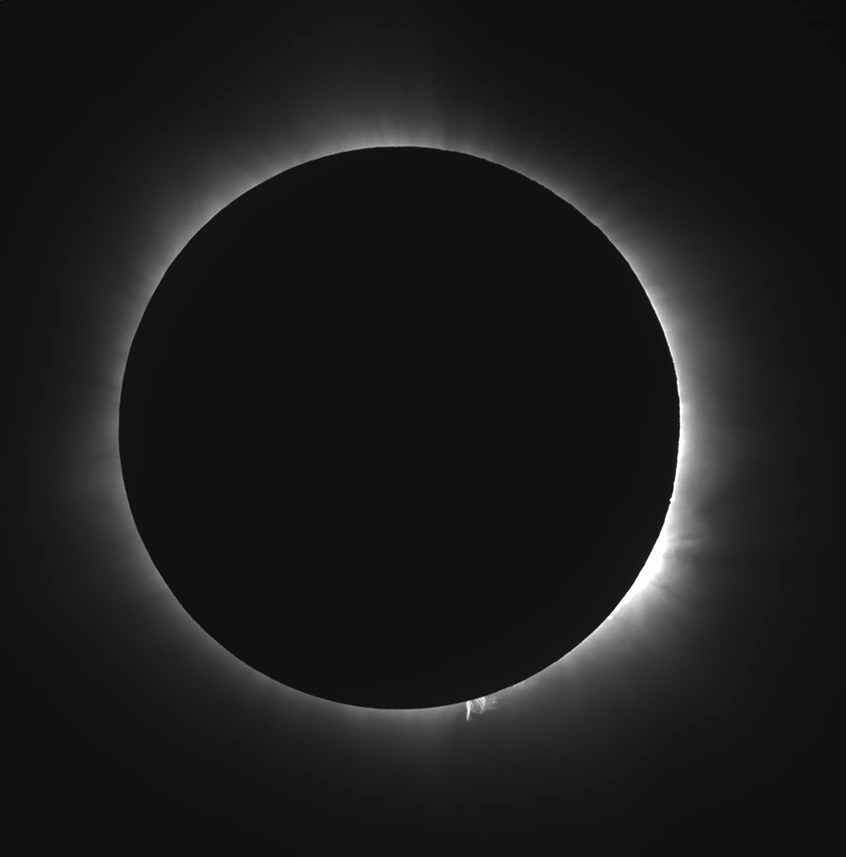
印尼丹戎潘丹（英语：Tanjung Pandan），0:40 UTC
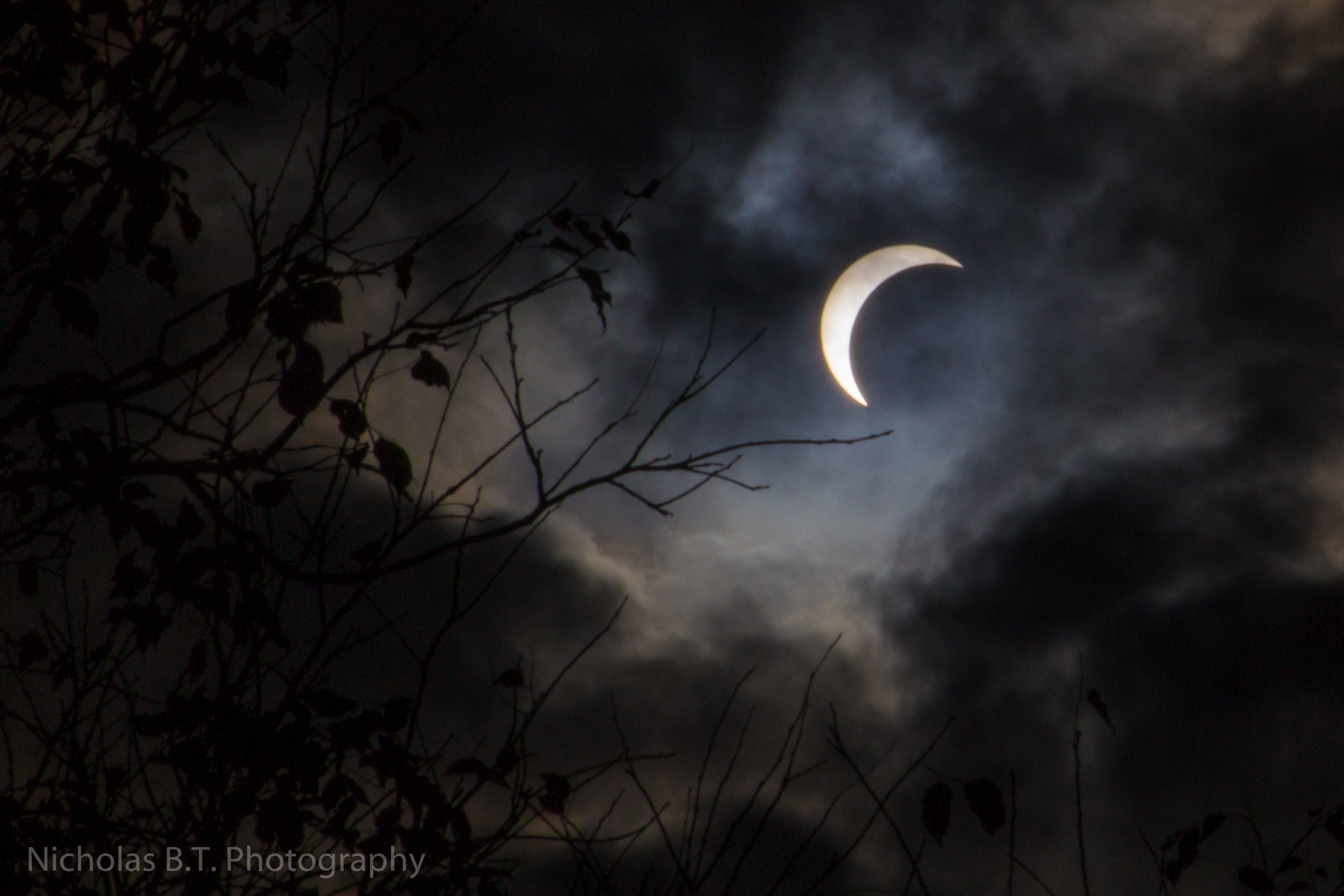
汶萊東姑（英语：Tunngku），0:42 UTC
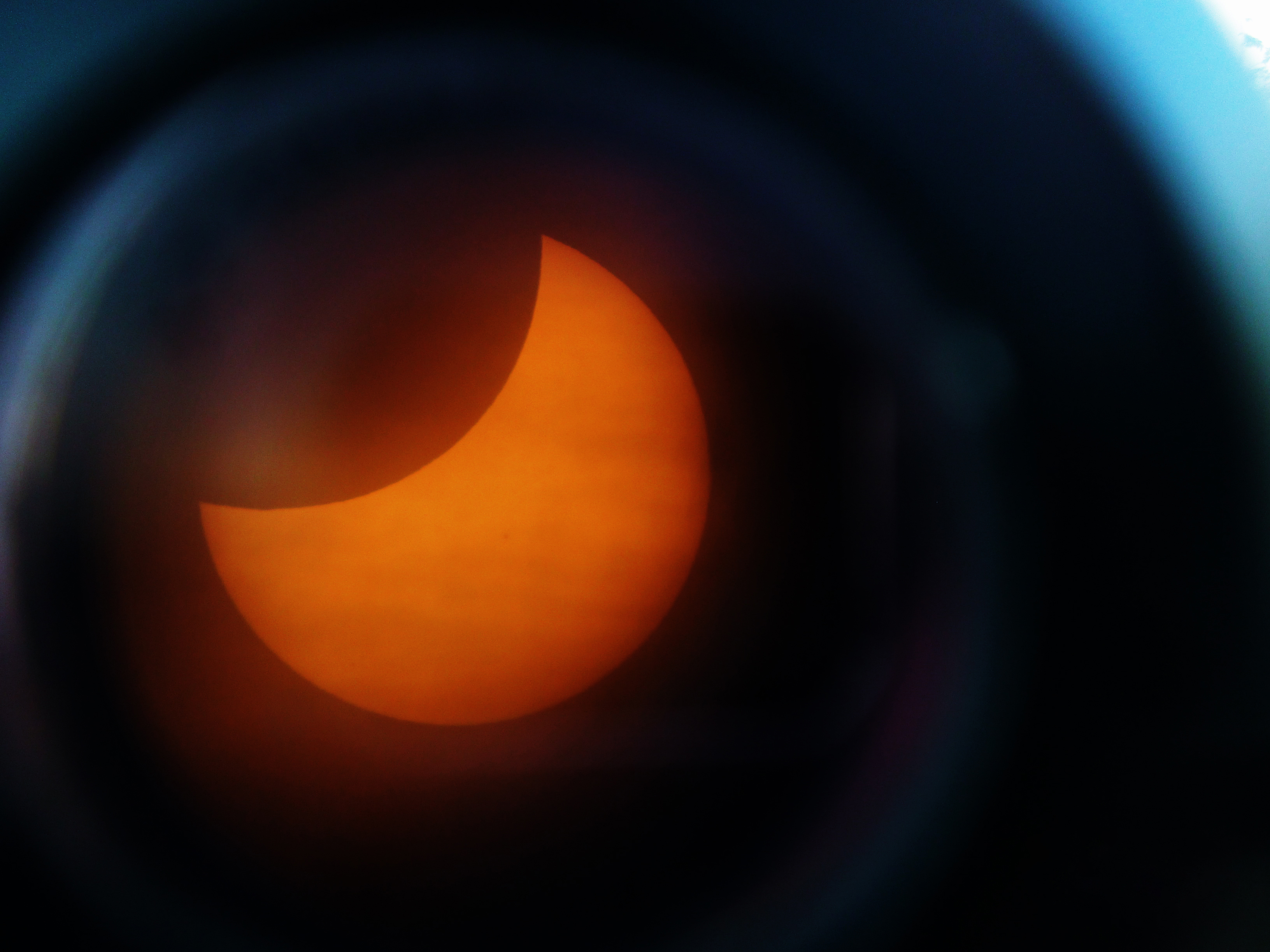
泰國孔敬大學，0:46 UTC
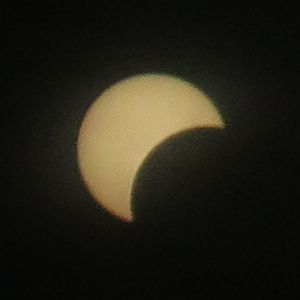
泰國暖武里，0:52 UTC
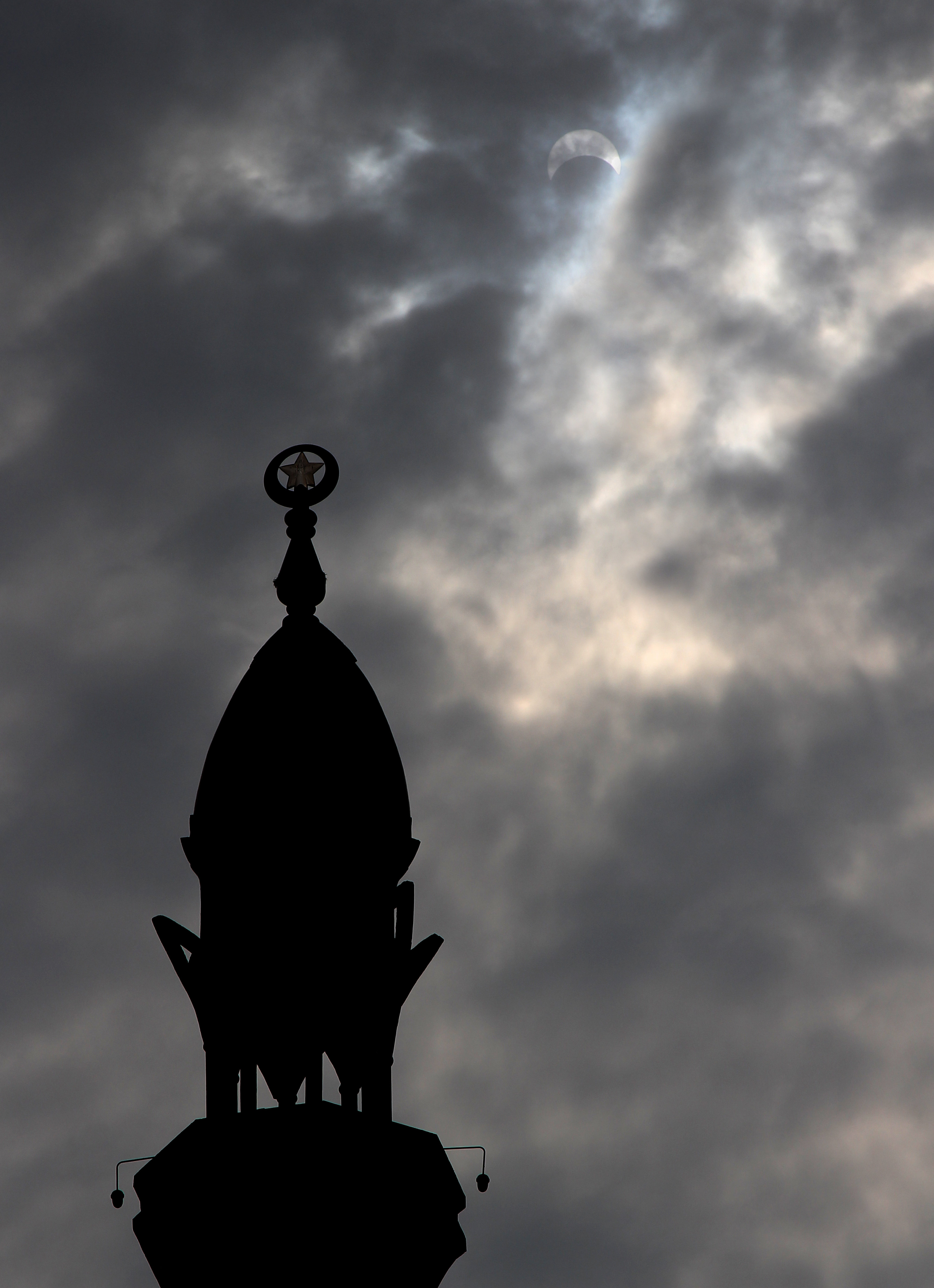
汶萊傑魯東（英语：Jerudong），1:01 UTC
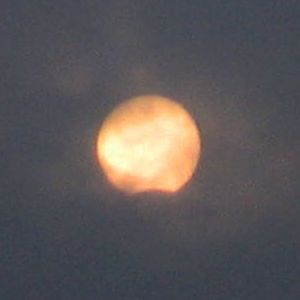
中國合肥市，1:40 UTC

## 相關的日食

### 2015-2018年的日食
月球交替位於相對的月球交點時，以半個交點年（食年），即約177天又4小時間隔出現下列日食。
| 日食列表  |           |           |           |           |           |           |           |           |           |           |           |
| 1997-2000 | 2000-2003 | 2004-2007 | 2008-2011 | 2011-2014 | 2015-2018 | 2018-2021 | 2022-2025 | 2026-2029 | 2029-2032 | 2033-2036 | 2036-2039 |

| 降交點                                                        | 降交點                   |                            | 升交點                   | 升交點 |
| 沙羅周期                                                      | 地圖                     | 沙羅周期                   | 地圖                     |        |
| 120 斯瓦尔巴朗伊爾城的日全食                                  | 2015年3月20日 全食       | 125                        | 2015年9月13日 偏食（南） |        |
| 130 印尼巴厘巴板的日全食                                      | 2016年3月9日 全食        | 135 留尼汪億唐塞拉的日環食 | 2016年9月1日 環食        |        |
| 140 阿根廷布宜諾斯艾利斯的日偏食                              | 2017年2月26日 環食       | 145 美国卡斯珀的日全食     | 2017年8月21日 全食       |        |
| 150 阿根廷奧利沃斯的日偏食                                    | 2018年2月15日 偏食（南） | 155 芬兰胡伊蒂寧的日偏食   | 2018年8月11日 偏食（北） |        |
| 註：2018年7月13日和2019年1月6日的日偏食屬於下一組交點年系列。 |                          |                            |                          |        |

### 沙羅周期
沙羅週期長度為18年11天。本次日食屬於沙羅週期130，共包含73次日食，依次為1096年8月20日至1457年3月25日的21次日偏食、1475年4月5日至2232年7月18日的43次日全食、2250年7月30日至2394年10月25日的9次日偏食，總共歷時1298.17年。其中最長的全食發生於1619年7月11日，共持續了6分41秒。
下表列舉了1901年至2100年間發生的屬於該周期的日食，是第46至56次：
| 46            | 47            | 48            |
| ------------- | ------------- | ------------- |
| 1908年1月3日  | 1926年1月14日 | 1944年1月25日 |
| 49            | 50            | 51            |
| 1962年2月5日  | 1980年2月16日 | 1998年2月26日 |
| 52            | 53            | 54            |
| 2016年3月9日  | 2034年3月20日 | 2052年3月30日 |
| 55            | 56            |               |
| 2070年4月11日 | 2088年4月21日 |               |

## 資料來源
1. ↑  樊忠玉. . 中国天文科普网.   [2015-12-24]. （原始内容存档于2014-09-17）.
2. 1 2  Fred Espenak. . NASA Eclipse Web Site.   [2015-12-24]. （原始内容存档于2016-01-15）.（英文）
3. ↑  Fred Espenak. . NASA Eclipse Web Site.   [2015-12-06]. （原始内容存档于2015-11-24）.（英文）
4. ↑  Xavier M. Jubier. .   [2015-12-27]. （原始内容存档于2016-01-05）.（法文）（英文）
5. ↑  Fred Espenak. . NASA Eclipse Web Site.   [2015-12-24]. （原始内容存档于2008-08-08）.（英文）
6. ↑  Fred Espenak. . NASA Eclipse Web Site.   [2015-12-24]. （原始内容存档于2016-01-14）.（英文）
7. ↑  . TravelQuest International.   [2015-12-27]. （原始内容存档于2016-01-05）.（英文）
8. ↑  . 新华网. 2016-02-23  [2016-02-28]. （原始内容存档于2016-03-05）.（英文）
9. ↑  Fred Espenak. . NASA Eclipse Web Site.（英文）

## 外部連結
- NASA日食專頁（页面存档备份，存于）（英文）
- 可見區域圖和時間統計：由弗雷德·埃斯佩纳克做出的日食預報，NASA/GSFC
  - Google互動地圖呈現的日食範圍
  - 貝塞爾元素
- Google地圖顯示的日全食和日偏食範圍（页面存档备份，存于）（法文）（英文）
- 2016年3月9日日全食地圖及天氣分析（英文）

圖片：
- 德那迭島上空的黝黑太陽，2016年3月10日每日一天文圖，拍攝於印尼北马鲁古省德那第島
- 月影凌星，2016年3月11日每日一天文圖，深空氣候衛星（英语：Deep Space Climate Observatory）的地球多色成像相機在太空拍攝的地球
- 太陽的閃光譜，2016年3月12日每日一天文圖，印尼北马鲁古省德那第島食既時的光譜
- 為日全食歡呼，2016年3月15日每日一天文圖（錄影），印尼雅加达的日偏食和密克罗尼西亚联邦沃萊艾環礁的日全食
- 日全食日冕的地面與太空組合影像，2016年4月12日每日一天文圖，地面拍攝的內層日冕與太陽和太陽圈探測器拍攝的外層日冕疊加圖

| \| \| 日食 \|                             |                             |                                          |
| 上一次日食： 2015年9月13日日食 （日偏食） | 2016年3月9日日食 （日全食） | 下一次日食： 2016年9月1日日食 （日環食） |
| 上一次日全食： 2015年3月20日日食          | 2016年3月9日日食 （日全食） | 下一次日全食： 2017年8月21日日食         |
|                                           | 日食                        |                                          |